# Polaroid

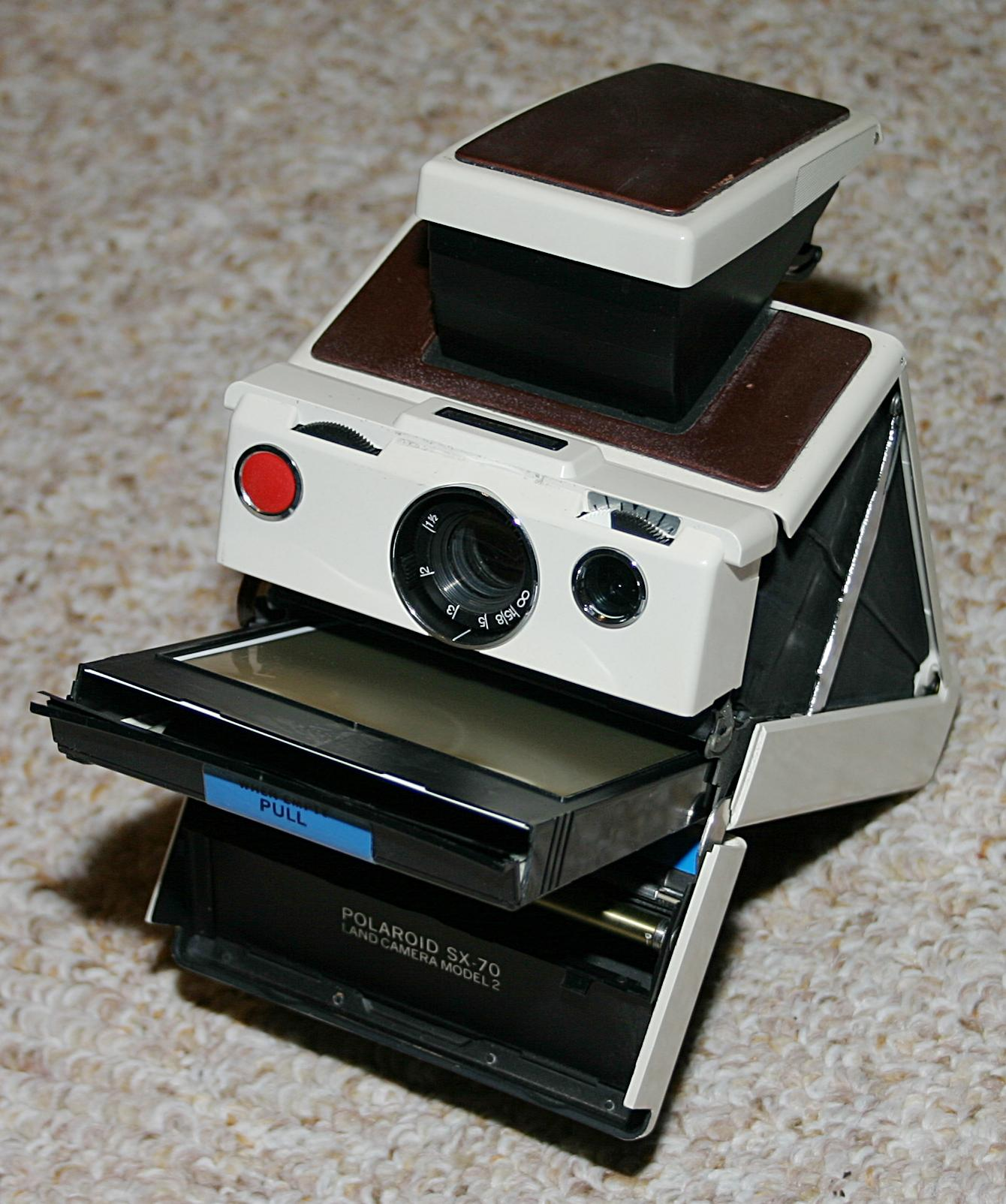
Cameră Polaroid SX-70, model 2

Aparatul foto Polaroid, inventat în 1947 de americanul Edwin Land, realizează fotografii "la minut".
Acesta utilizează plicuri subțiri din plastic în locul rolelor de film.
În interiorul lor se găsesc o bucată de film și un pachet cu substanțe chimice de developare, care sunt împrăștiate în momentul în care fotografia este realizată.
Astfel, poza se developează în aproximativ un minut.

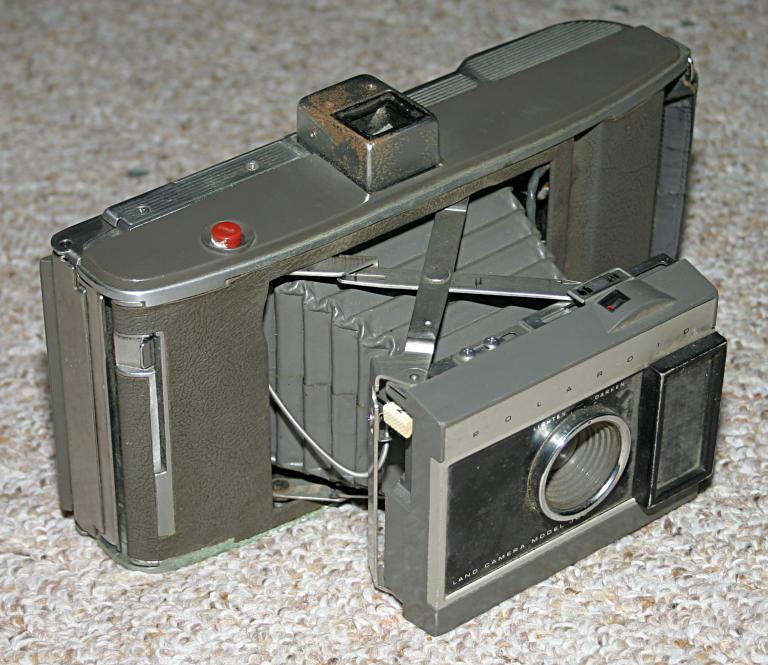
Cameră Polaroid, model J66